# Musée de la Fraise et du Patrimoine
 (août 2023).
 (août 2023).
La mise en forme du texte ne suit pas les recommandations de Wikipédia : il faut le « wikifier ».
Les points d'amélioration suivants sont les cas les plus fréquents. Le détail des points à revoir est peut-être précisé sur la page de discussion.
- Les titres sont pré-formatés par le logiciel. Ils ne sont ni en capitales, ni en gras.
- Le texte ne doit pas être écrit en capitales (les noms de famille non plus), ni en gras, ni en italique, ni en « petit »…
- Le gras n'est utilisé que pour surligner le titre de l'article dans l'introduction, une seule fois.
- L'italique est rarement utilisé : mots en langue étrangère, titres d'œuvres, noms de bateaux, etc.
- Les citations ne sont pas en italique mais en corps de texte normal. Elles sont entourées par des guillemets français : « et ».
- Les listes à puces sont à éviter, des paragraphes rédigés étant largement préférés. Les tableaux sont à réserver à la présentation de données structurées (résultats, etc.).
- Les appels de note de bas de page (petits chiffres en exposant, introduits par l'outil «  Source ») sont à placer entre la fin de phrase et le point final[comme ça].
- Les liens internes (vers d'autres articles de Wikipédia) sont à choisir avec parcimonie. Créez des liens vers des articles approfondissant le sujet. Les termes génériques sans rapport avec le sujet sont à éviter, ainsi que les répétitions de liens vers un même terme.
- Les liens externes sont à placer uniquement dans une section « Liens externes », à la fin de l'article. Ces liens sont à choisir avec parcimonie suivant les règles définies. Si un lien sert de source à l'article, son insertion dans le texte est à faire par les notes de bas de page.
- La présentation des références doit suivre les conventions bibliographiques. Il est recommandé d'utiliser les modèles {{Ouvrage}}, {{Chapitre}}, {{Article}}, {{Lien web}} et/ou {{Bibliographie}}. Le mode d'édition visuel peut mettre en forme automatiquement les références.
- Insérer une infobox (cadre d'informations à droite) n'est pas obligatoire pour parachever la mise en page.

Pour une aide détaillée, merci de consulter Aide:Wikification.
Si vous pensez que ces points ont été résolus, vous pouvez retirer ce bandeau et améliorer la mise en forme d'un autre article.
Le musée de la Fraise et du Patrimoine est un musée associatif, consacré au patrimoine local. Il est situé dans le centre-ville Plougastel-Daoulas dans le Finistère.

## Histoire

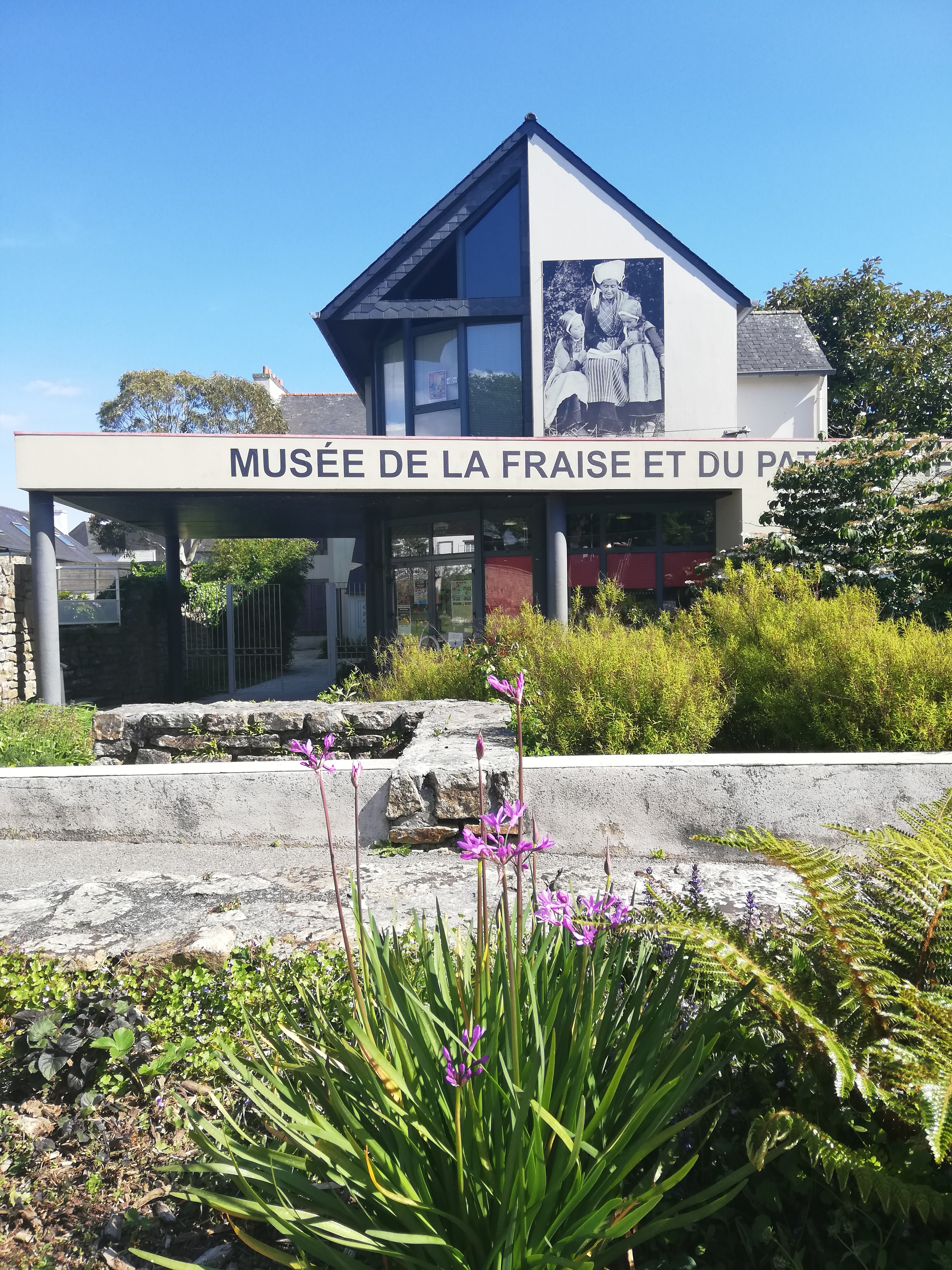
Entrée du musée

L’aventure commence en 1980 avec la création de l’association les « Amis du Patrimoine de Plougastel ».
En décembre 1985, la municipalité acquiert la « maison Nicolle ». Les objectifs étaient initialement « l’action de conservation, l’action pédagogique et l’action touristique ».
Dès 1990, la maison du patrimoine prend de l’ampleur, voyant une extension se construire. Deux ans plus tard, en 1992, le Musée du Patrimoine ouvre dans son intégralité. En 1995, le musée devient le Musée de la Fraise et du Patrimoine.
Depuis 2018, le musée est l'une des trois maisons du Geopark Armorique, avec le domaine de Menez Meur (Hanvec) et la Maison des minéraux (Crozon).
Le musée ferme en novembre 2024 pour une réfection complète. La réouverture est prévue à l'été 2026,.

## Collections
Le musée présente les patrimoines de la presqu'île de Plougastel-Daoulas, à travers des collections permanentes et temporaires. Différentes thématiques sont abordées, comme : 

### La culture du lin à Plougastel-Daoulas, l'or bleu de la commune
Cultivé dès le XIe siècle, le lin a contribué à la prospérité de Plougastel-Daoulas, notamment entre le XVe siècle et le XVIIIe siècle. Cet or bleu a donné indirectement la possibilité aux Plougastels de bâtir huit chapelles sur la commune, toujours visibles aujourd’hui.
La culture et le tissage ont été pendant toutes ces années la richesse de Plougastel comme le démontrent les belles armoires dites « presse à lin ». Elles étaient précieusement conservées dans les familles aisées. Mais la richesse n’est pas l’apanage de tous, car il faut disposer d’importantes superficies de terre.
À travers différents outils, mobiliers et fibres de lin exposés au musée, les visiteurs sont amenés à découvrir l’histoire du lin, de son apogée à son déclin.

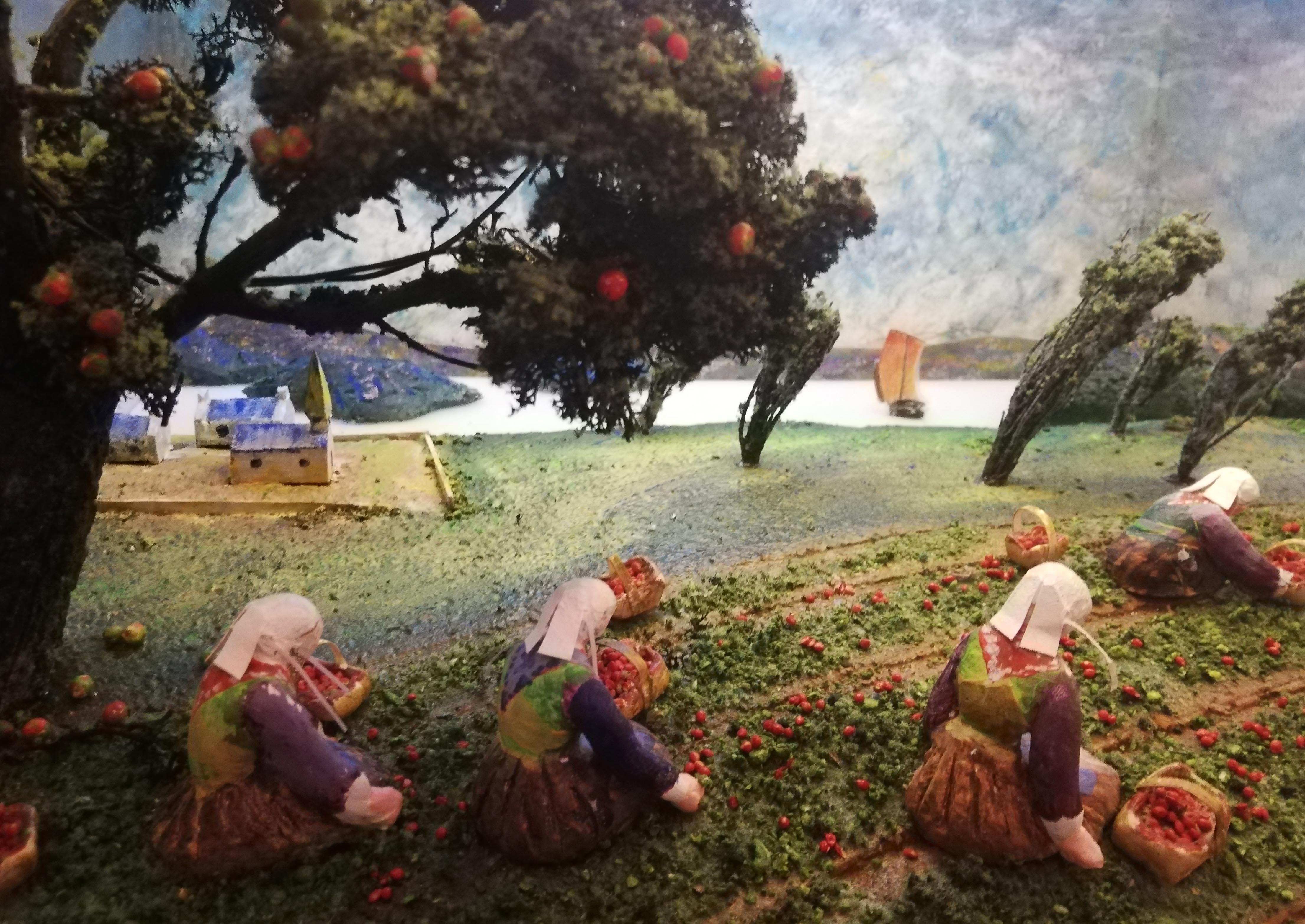
Diorama représentant la cueillette des fraises

### L'histoire de la culture de la fraise, depuis la fraise Blanche du Chili jusqu'à nos jours
La presqu'île de Plougastel-Daoulas est bien connue pour ses fraises. Le musée s'attache à retracer la culture du fruit sur la commune, des premières cultures au XVIIIe siècle à nos jours.
La fraise des bois, Fragaria vesca, fut la première espèce cultivée à Plougastel. La fraise Blanche du Chili, Fragaria chiloensis, rapportée en France en 1714 par Amédée-François Frézier, ne serait apparue en Bretagne qu’à partir de 1740. Ce serait un habitant du village de Keraliou, qui aurait le premier cultivé quelques pieds de « Blanche du Chili » dans son village, marquant le début d’une importante reconversion agricole pour Plougastel. En 1766, les archives mentionnent déjà la vente de Fraises de Plougastel sur les marchés de Brest. Au XIXe siècle, les cultures ne cesseront de s’étendre. Les surfaces plantées seront à leur maximum en 1937 et représenteront le 1/4 de la superficie de la presqu’île.

### Le patrimoine maritime
La commune de Plougastel est une presqu’île, l’activité maritime y était donc évidente. La pêche pratiquée était majoritairement côtière ; elle se déroulait dans la Rade de Brest. Les Plougastels pêchaient la coquille Saint-Jacques en hiver et, pour certains, des poissons en été. Le musée aborde également les amendements marins.

### Un intérieur de maison Plougastel
Au sein de musée se trouve un espace permettant aux visiteurs de se plonger dans l'habitat traditionnel de la commune : l'intérieur Plougastel. Cette grande reproduction permet de se plonger au début du XXe siècle, de découvrir les lits-clos, les vaisseliers, l'âtre de la maison, et d'en savoir davantage sur le mode de vie des habitants de la presqu'île.

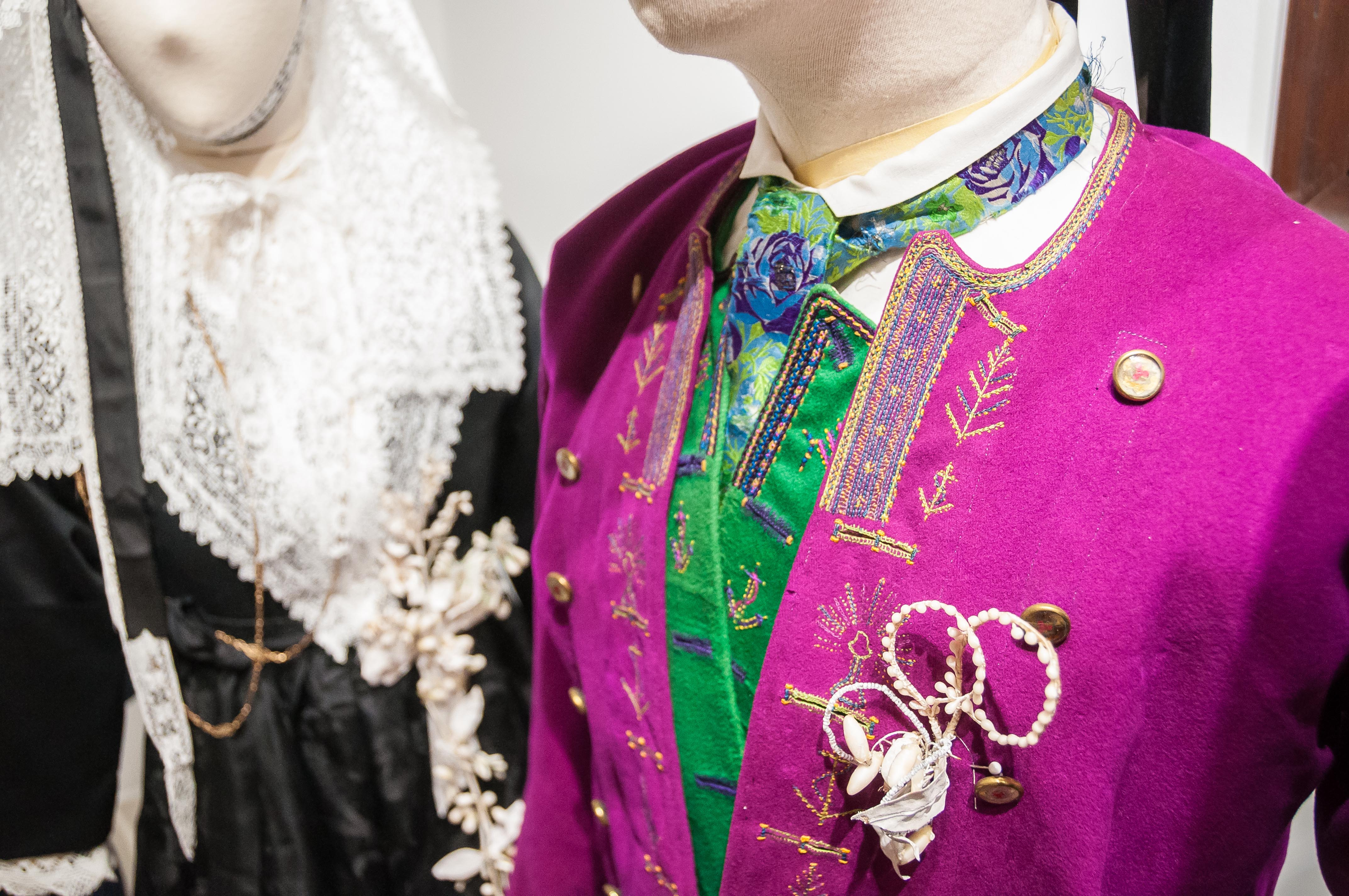
Détail de costumes de mariés présentés au musée

### Les costumes traditionnels de la presqu'île
Les costumes présentés au sein du musée sont caractéristiques de la presqu'île de Plougastel-Daoulas. Le costume reste très coloré jusqu’à la Première Guerre mondiale (1914-1918). Ensuite, il s’assombrit puisque la plupart des familles de Plougastel sont endeuillées.
Le costume des hommes, comme celui des enfants, a toujours conservé les couleurs en usage : le bleu, le vert, le mouk (tonalité violine apparue à la fin du XIXe siècle, caractéristique de la commune). Les hommes de Plougastel ont complètement abandonné leur costume traditionnel vers les années 1950. Aujourd’hui, certains les revêtent lors de certaines processions ou lors de fêtes folkloriques.
Le Musée de la Fraise et du Patrimoine permet de découvrir les costumes de Plougastel-Daoulas et leurs évolutions de 1820 à nos jours à travers plus de 60 mannequins. C’est une des collections de costumes les plus colorées du Finistère.

### Traditions et coutumes locales
Différentes traditions et coutumes locales, comme la particularité du breuriez ou encore les pardons bretons sont présentés au musée.

Différentes œuvres picturales, avec notamment la toile de Mary Piriou, Procession à Plougastel (réalisée en 1928), sont également présentées au musée et enrichissent le contenu. Chaque année, une exposition temporaire s'ajoute aux collections permanentes. 

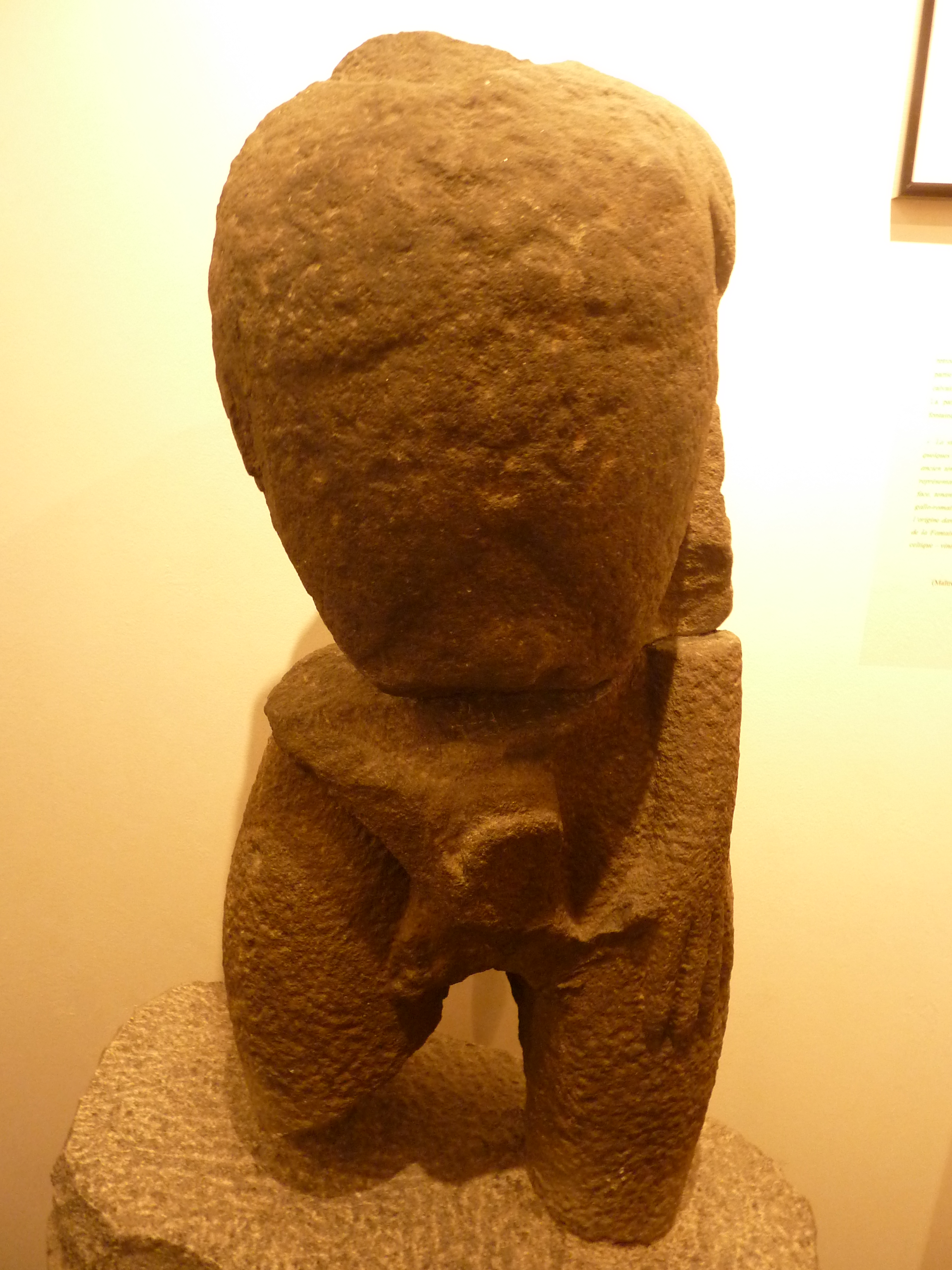
Le dieu de la fécondité de La Fontaine Blanche
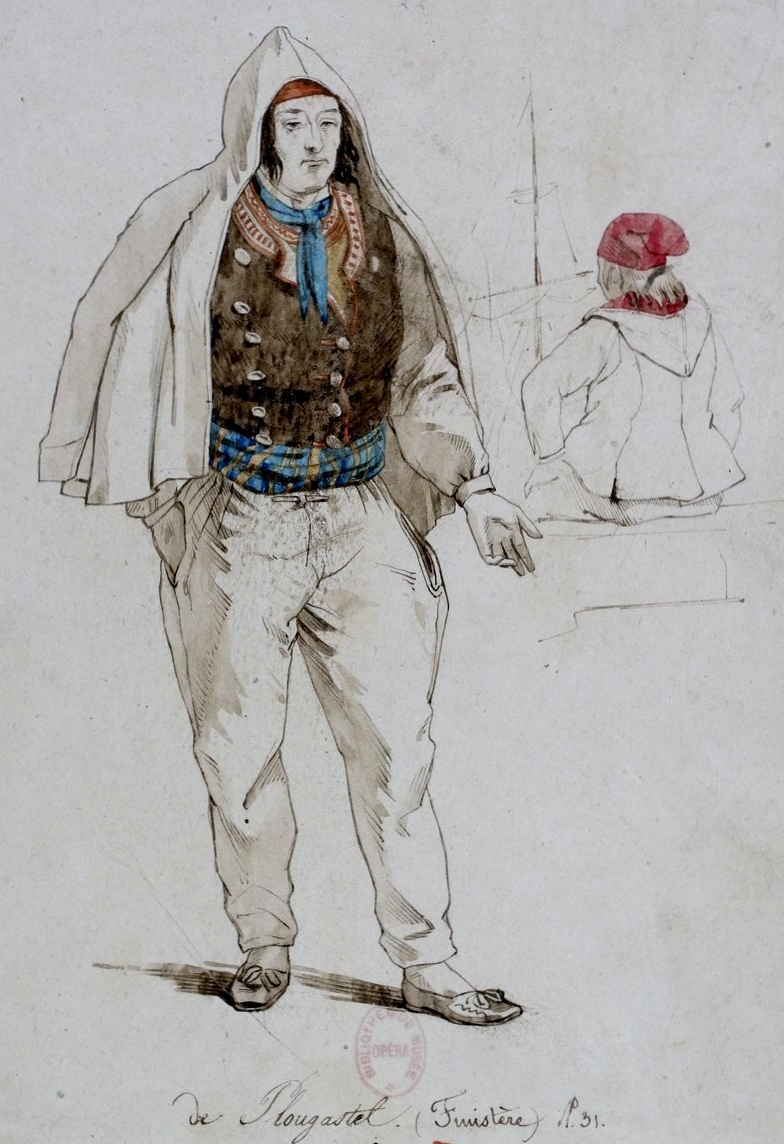
Marin de Plougastel (1849, auteur anonyme)

## Pages connexes
- Plougastel-Daoulas
- Fraise
- Costume breton